# Dějiny žurnalistiky
Historie žurnalistiky sahá do období počátku našeho letopočtu do doby římské, kdy se vyvěšovaly úřední plakátky. Velký rozvoj však zaznamenala v 16. stol. O podobě institucionálního zpravodajství v takové míře, jak ho známe dnes, můžeme mluvit od počátku 19. stol., kdy byla zavedena povinná školní docházka a zvýšila se tak gramotnost a média zmasověla.
Proces přeměny médií je neustálý, v průběhu staletí je však možné sledovat jednotlivé změny, kterými žurnalistika procházela a neustále prochází.

## Historie sdělování informací
Počátky distribuce informací prostřednictvím médií, v užším slova smyslu, spadají do období Římské říše, kde pro sdělení úředních informací občanům byly využívány letáčky nalepené na zdech. Za první plnohodnotné žurnalisticky sdělovací prostředky můžeme považovat středověké trubadúry, u kterých byla zpráva předávaná ústně.
Hlavní rozvoj distribuce zpráv je v polovině 16. stol. po vynálezu knihtisku. Ten vynalezl mohučský rodák Johannes Guttenberg v čtyřicátých letech 15. stol.

## Vynález knihtisku
Vynálezcem knihtisku se stal a Johannes Gensfleisch zur Laden zum Gutenber, neboli pouze Johannes Gutebnerg. Prvotně se tiskaři zabývali pouze tiskem úředních letáčků a oznámení. Tisk knih byl nesmírně nákladný, proto vznikalo jen málo knih. První tištěné knihy jsou nazývány inkunábule. V první polovině 15. stol. se knihtisk soustředil hlavně ve větších evropských městech, protože byl velice nákladný a ve městech se finanční prostředky našly. Díky knihtisku mohla vzniknout i první tištěná Bible, zvaná B42, kterou Gutenberg tiskl mezi lety 1452–1455, čili tři roky.

## Předchůdci novin
Bažení po informacích vedlo k rozvoji nového druhu tiskovin. Jednalo se o tiskoviny určené k okamžitému čtení, čili neperiodické a později i periodické noviny. Noviny dříve měly menší rozměr, než jak je známe dnes a byly tvořeny pouze několika málo listy, klidně i pouze jedním. Archivováno 21. 4. 2015 na Wayback Machine. Různé listy se zprávami vycházely v 16. stol. velice nepravidelně a nedá se mluvit o periodických novinách.
Komunikační sítě ještě před příchodem knihtisku byly jedinou možností přenosu informací. Jednalo se o komunikace uvnitř státu v rámci státní správy; mezi církví (církevní spisy a pokyny); obchodní cesty přinášely zprávy o množství zboží, bankovnictví a měnové situaci; v neposlední řadě byly významnou komunikační sítí i poutníci, zpěváci a kejklíř, kteří na tržištích a v hospodách sdělovali informace ze vzdálených míst.
První tisky se objevily po roce 1500. Jednalo se o jednorázové tisky (předchůdci spíše dnešního bulváru/zábavy), šlo o neobvyklé a zajímavé události. Zprávy pojednávaly o válečných taženích, přírodních a nebeských úkazech, neštěstích, požárech, povodních, popravách, vynálezech, zámořských objevech. Formátem se však podobaly spíše knižní. Předchůdci novin byly psány přímo tiskaři, novinářské povolání jako takové ještě neexistovalo.
- Eigentliche Bericht (jednotlivé zprávy);
- Newe Zeytung: počátek v roce 1502 v Německu. Kvůli zvýšenému zájmu lidí měly i mutace do různých jazyků. Jedná se o první tištěný večerník v Německu. Byly ekonomicky výhodné, protože vyplňovaly hluchá místa v tiskárnách, když nebyla naplněna kapacita při tisku knih či úředních listů, díky tomu si tak tiskaři přivydělávali. Počáteční rozsah byl jeden list, brzy se ale rozrostly na 20 stran a kombinovaly s textem i obraz. Přesná čtenost není známá, avšak noviny se nahlas předčítaly i veřejně pro negramotné.

### Předchůdci periodického tisku
- tiskoviny počátečního období knihtisku (Newe Zeitungen)
- „psané zpravodajství“ (v podobě korespondence)

Fenomén korespondence vzniká v polovině 16. století, Jedná se o placenou službu, která umožňuje přenos informací. Díky tomu se informace stávají druhem zboží (často v dopisech byla část soukromá a část, která nesla hospodářské a ekonomické informace). Nejvíce se rozvíjela korespondence napříč městy, byly zde zámožnější lidé, kteří si ji mohli dovolit a vznikaly tak informační sítě. Mezi známé provozovatele poštovní sítě patřil rod Fuggerů, což byl největší rod soukromých bankéřů v Evropě v 16. století. Od názvu tohoto rodu jsou odvozeny i tzv. Fuggerské noviny, což byla korespondence pojednávající o tehdejším stavu politiky a ekonomiky.

## Budoucnost
Umělá inteligence může značně změnit, kdo a jaké zprávy budou předkládány. Důležitý bude také boj o odlišení fake news.